# Rhynchobapta pernitens
Rhynchobapta pernitens là một loài bướm đêm trong họ Geometridae.